# Towarzystwo Ukraińskich Postępowców
Towarzystwo Ukraińskich Postępowców (ukr. Товариство Українських Поступовців, ТУП) – tajna ponadpartyjna polityczna i obywatelska organizacja Ukraińców w Imperium Rosyjskim.
Powstała w 1908 z inicjatywy członków Ukraińskiej Partii Demokratyczno-Radykalnej, w celu koordynacji ukraińskiego ruchu narodowego i jego obrony przed rosyjskim nacjonalizmem po rozwiązaniu Dumy Państwowej w czerwcu 1907.
Do TUP należała, oprócz demokratów-radykałów, część socjalistów-demokratów i bezpartyjnych. Członkami organizacji byli m.in.: Mychajło Hruszewski, Jewhen Czykałenko, Ilia Szrah, Serhij Jefremow, Petro Stebnyćkyj, Symon Petlura, Wołodymyr Wynnyczenko, Nykyfor Hryhorijiw, Fedir Matuszewśkyj, Dmytro Doroszenko, Wiaczesław Prokopowycz, Andrij Wiazłow, Fedir Sztejngel, Ludmyła Starycka-Czerniachiwska, Mykoła Wasyłenko.
Centrala TUP mieściła się w Kijowie (było tu kilka jej kół) i koordynowała pracę kół TUP na Naddnieprzu, w Petersburgu (2 koła), i w Moskwie.
TUP za główny cel stawiało sobie walkę o prawa Ukraińców. Program Towarzystwa nie zakładał utworzenia niepodległego państwa ukraińskiego, wyrażano jedynie przekonanie, że przyjdzie kiedyś czas, że i Rosja zagwarantuje Ukraińcom takie same prawa, jakie zagwarantowała Austria Rusinom. Jako program minimum zakładano ukrainizację szkolnictwa podstawowego, nauczania języka ukraińskiego, literatury i historii w średnich i wyższych szkołach ukraińskich, dopuszczenia języka ukraińskiego w urzędach państwowych, sądach i cerkwi. Do 1914 TUP kierowało całym ruchem ukraińskim na Naddnieprzu, m.in. koordynowało pracę kół „Proswity”, różnych klubów kulturalno-oświatowych, ściśle współpracowało z Ukraińskim Towarzystwem Naukowym w Kijowie, do TUP należała księgarnia ukraińska w Kijowie.
Nieoficjalnymi organami TUP był dziennik „Rada” w Kijowie i czasopismo „Ukrainskaja Żyzń” w Moskwie.
TUP (z wyjątkiem jego hromady w Petersburgu) podtrzymywało dobre kontakty z opozycją w III i IV Dumie, szczególnie z liderami rosyjskiej liberalnej partii kadetów (Paweł Milukow, Nikołaj Niekrasow) oraz grupą autonomistów-federalistów (W. Obniński), oraz z uczonymi (Aleksiej Szachmatow, Fiodor Korsz, Siergiej Mielgunow).
Podczas rewolucji lutowej TUP zwołało w Kijowie 17 marca 1917 naradę przedstawicieli ukraińskich partii i organizacji. Na zebraniu tym założono Ukraińską Centralną Radę. Ostatni zjazd TUP w Kijowie 17 kwietnia 1917 uchwalił konieczność walki legalnymi środkami o uzyskanie autonomii dla Ukrainy w ramach Imperium Rosyjskiego, oraz przemianował się na Związek Ukraińskich Autonomistów-Federalistów (SUAF), a w czerwcu 1917 na Ukraińską Partię Socjalistów-Federalistów (UPSF).